# Línea 5 del Metrobús de la Ciudad de México
La Línea 5 del Metrobús de la Ciudad de México es la quinta línea del Metrobús de la Ciudad de México. Cruza el oriente de la ciudad de norte a sur sobre el Eje 3 Oriente, desde el Río de los Remedios hasta el sur del Anillo Periférico. Fue inaugurada el 5 de noviembre de 2013. Cuenta con 51 estaciones ubicadas en las alcaldías Gustavo A. Madero, Venustiano Carranza, Iztacalco, Iztapalapa, Coyoacán, Tlalpan y Xochimilco.
Tiene transbordo con la línea 2 en la estación Metro Coyuya; con la línea 4 en las estaciones Archivo General de la Nación y San Lázaro; y con la línea 6 en la estación San Juan de Aragón.

## Historia
Desde 2009 el gobierno de la Ciudad de México ya había contemplado la construcción de una línea de Metrobús sobre el Eje 3 Oriente. Este trayecto fue contemplado para la línea 3 y para la línea 4 del sistema. El 1 de febrero de 2013 el Gobierno del Distrito Federal anunció la construcción de la línea 5 a lo largo del Eje 3 Oriente bajo el nombre de «Metrobús Río de los Remedios - Glorieta de Vaqueritos».
La primera fase de construcción inició el 26 de marzo de 2013, con 18 estaciones desde el Río de los Remedios hasta la Terminal de Autobuses de Pasajeros de Oriente. Durante su construcción, un grupo de habitantes de la colonia Nueva Atzacoalco solicitaron que la estación 314 recibiera un nombre en homenaje a las víctimas de la Tragedia de la discoteca New's Divine, ocurrida en 2008 cerca de la ubicación de la estación. La línea 5 fue inaugurada el 5 de noviembre de 2013 por Jefe de Gobierno del Distrito Federal, Miguel Ángel Mancera Espinosa.
En agosto de 2017 el Gobierno de la Ciudad de México anunció la ampliación de la línea desde la estación San Lázaro hasta la Glorieta de Vaqueritos. Esta segunda fase de construcción contempló 34 estaciones a lo largo de 17.6 km, a edificar en un año y medio sobre las alcaldías Venustiano Carranza, Iztacalco, Iztapalapa, Coyoacán y Tlalpan. El proyecto de ampliación enfrentó el rechazo de algunos de los habitantes de Coapa, que cuestionaban el trazado sobre la Calzada del Hueso y el Canal de Miramontes. Adicionalmente, esa zona fue afectada por el sismo del 19 de septiembre de 2017, cuyo impacto generó el temor entre los habitantes de que el paso de las unidades de metrobús pudiera dañar los cimientos de las viviendas. Esto llevó al gobierno a dividir el proyecto de ampliación en dos zonas. El trayecto de San Lázaro a Las Bombas se mantuvo en construcción, mientras que se aplazó la construcción de las estaciones Vista Hermosa, Calzada del Hueso, Cacahuatales, Tenorios, Galerías Coapa, Las Brujas, Acoxpa y Glorieta de Vaqueritos.
En 2019 el Gobierno de la Ciudad de México propuso un cambio en el trazado del extremo sur de la línea, cambiando el trazado sobre la Calzada del Hueso por la Calzada de las Bombas e incorporando las estaciones Las Rancherías, Naranjales, Alameda Sur y Vista Hermosa, antes de retomar la ruta original con las estaciones Galerías Coapa, Las Brujas, Acoxpa y Glorieta de Vaqueritos. Posteriormente se realizó un nuevo cambio al proyecto, al considerar que la conexión con Xochimilco reportaba mayor cantidad de pasajeros que la ruta a la Glorieta de Vaqueritos. La ruta se estableció sobre la avenida Cafetales, la avenida Muyuguarda, la Avenida de La Noria y la calle Prolongación Ignacio Aldama. Se conservaron las estaciones Vista Hermosa y Calzada del Hueso de la propuesta original de ampliación.
La primera etapa de ampliación de 14.5 kilómetros y 26 estaciones, de San Lázaro a Las Bombas, inició operaciones el 7 de septiembre de 2020. Mientras que la segunda etapa de la ampliación se inauguró el 3 de mayo de 2021, con siete estaciones adicionales.
En enero de 2024 los secretarios de movilidad Andrés Lajous y Daniel Sibaja anunciaron la conexión del Mexibús en las estaciones Rio de los Remedios y 314.

## Rutas
| Ruta     | Inicio              | Final          | Estaciones |
| -------- | ------------------- | -------------- | ---------- |
| Completa | Río de los Remedios | Preparatoria 1 | 51         |
| Norte    | Río de los Remedios | San Lázaro     | 18         |
| Sur      | Las Bombas          | San Lázaro     | 27         |

## Estaciones
| Estación                     | Iconografía                                                    | Inauguración            | Alcaldía            | Tipo de estación | Rutas                    | Conexiones |
| ---------------------------- | -------------------------------------------------------------- | ----------------------- | ------------------- | ---------------- | ------------------------ | --- |
| Río de los Remedios          | Puente sobre un río                                            | 5 de noviembre de 2013  | Gustavo A. Madero   | Terminal         | - Completa - Norte       | Otros servicios - Río de los Remedios                                                                               |
| 314 Memorial New's Divine    | Multitud saliendo de un edificio                               | 5 de noviembre de 2013  | Gustavo A. Madero   | Paso             | - Completa - Norte       | |
| 5 de mayo                    | Cañón de artillería                                            | 5 de noviembre de 2013  | Gustavo A. Madero   | Paso             | - Completa - Norte       | |
| Vasco de Quiroga             | Busto de Vasco de Quiroga                                      | 5 de noviembre de 2013  | Gustavo A. Madero   | Paso             | - Completa - Norte       | |
| El Coyol                     | Dos palmeras                                                   | 5 de noviembre de 2013  | Gustavo A. Madero   | Paso             | - Completa - Norte       | |
| Preparatoria 3               | Logo de la Escuela Nacional Preparatoria 3                     | 5 de noviembre de 2013  | Gustavo A. Madero   | Paso             | - Completa - Norte       | |
| San Juan de Aragón           | Fachada de la Unidad de Medicina Familiar No. 23               | 5 de noviembre de 2013  | Gustavo A. Madero   | Correspondencia  | - Completa - Norte       | Correspondencia - Línea 6 Otros servicios - San Juan de Aragón                                                      |
| Río de Guadalupe             | Silueta de la Virgen de Guadalupe sobre un río                 | 5 de noviembre de 2013  | Gustavo A. Madero   | Paso             | - Completa - Norte       | |
| Talismán                     | Mamut                                                          | 5 de noviembre de 2013  | Gustavo A. Madero   | Paso             | - Completa - Norte       | |
| Victoria                     | Pirulí                                                         | 5 de noviembre de 2013  | Gustavo A. Madero   | Paso             | - Completa - Norte       | |
| Oriente 101                  | Número 101                                                     | 5 de noviembre de 2013  | Gustavo A. Madero   | Paso             | - Completa - Norte       | Otros servicios - Oriente 101                                                                                       |
| Río Santa Coleta             | Sendero con árboles                                            | 5 de noviembre de 2013  | Gustavo A. Madero   | Paso             | - Completa - Norte       | |
| Río Consulado                | Corte transversal de un drenaje                                | 5 de noviembre de 2013  | Gustavo A. Madero   | Paso             | - Completa - Norte       | |
| Canal del Norte              | Corte transversal de un canal de agua                          | 5 de noviembre de 2013  | Venustiano Carranza | Paso             | - Completa - Norte       | |
| Deportivo Eduardo Molina     | Estela ubicada a la entrada del deportivo                      | 5 de noviembre de 2013  | Venustiano Carranza | Paso             | - Completa - Norte       | |
| Mercado Morelos              | Busto de José María Morelos y una bolsa de comida              | 5 de noviembre de 2013  | Venustiano Carranza | Paso             | - Completa - Norte       | |
| Archivo General de la Nación | Palacio de Lecumberri                                          | 5 de noviembre de 2013  | Venustiano Carranza | Correspondencia  | - Completa - Norte       | Correspondencia - Línea 4                                                                                           |
| San Lázaro                   | Locomotora de vapor                                            | 5 de noviembre de 2013  | Venustiano Carranza | Correspondencia  | - Completa - Norte - Sur | Correspondencia - Línea 4 Otros servicios - San Lázaro - San Lázaro - Terminal de Autobuses de Pasajeros de Oriente |
| Moctezuma                    | Penacho de Moctezuma                                           | 7 de septiembre de 2020 | Venustiano Carranza | Paso             | - Completa - Sur         | Otros servicios - Moctezuma                                                                                         |
| Venustiano Carranza          | Glifo de Xochiacan                                             | 7 de septiembre de 2020 | Venustiano Carranza | Paso             | - Completa - Sur         | |
| Avenida del Taller           | Dos engranajes                                                 | 7 de septiembre de 2020 | Venustiano Carranza | Paso             | - Completa - Sur         | Otros servicios - Avenida del Taller                                                                                |
| Mixiuhca                     | Mujer con bebé                                                 | 7 de septiembre de 2020 | Venustiano Carranza | Paso             | - Completa - Sur         | Otros servicios - Mixiuhca - Mixiuhca                                                                               |
| Hospital General Troncoso    | Fachada del Hospital General Troncoso                          | 7 de septiembre de 2020 | Iztacalco           | Paso             | - Completa - Sur         | |
| Metro Coyuya                 | Pie con cascabeles                                             | 7 de septiembre de 2020 | Iztacalco           | Correspondencia  | - Completa - Sur         | Correspondencia - Línea 2 Otros servicios - Coyuya                                                                  |
| El Recreo                    | Trompo                                                         | 7 de septiembre de 2020 | Iztacalco           | Paso             | - Completa - Sur         | |
| Oriente 116                  | Rosa de los vientos                                            | 7 de septiembre de 2020 | Iztacalco           | Paso             | - Completa - Sur         | |
| Colegio de Bachilleres 3     | Logo del Colegio de Bachilleres con el texto «B3»              | 7 de septiembre de 2020 | Iztacalco           | Paso             | - Completa - Sur         | Otros servicios - Iztacalco                                                                                         |
| Canal de Apatlaco            | Agua hirviendo                                                 | 7 de septiembre de 2020 | Iztacalco           | Paso             | - Completa - Sur         | Otros servicios - Apatlaco                                                                                          |
| Apatlaco                     | Baño termal                                                    | 7 de septiembre de 2020 | Iztapalapa          | Paso             | - Completa - Sur         | |
| Aculco                       | Ola                                                            | 7 de septiembre de 2020 | Iztapalapa          | Paso             | - Completa - Sur         | Otros servicios - Aculco                                                                                            |
| Churubusco Oriente           | Colibrí                                                        | 7 de septiembre de 2020 | Iztapalapa          | Paso             | - Completa - Sur         | |
| Escuadrón 201                | Emblema del Escuadrón 201                                      | 7 de septiembre de 2020 | Iztapalapa          | Paso             | - Completa - Sur         | Otros servicios - Escuadrón 201                                                                                     |
| Atanasio G. Saravia          | Busto de Atanasio G. Saravia                                   | 7 de septiembre de 2020 | Iztapalapa          | Paso             | - Completa - Sur         | |
| Ermita Iztapalapa            | Distribuidor vial                                              | 7 de septiembre de 2020 | Iztapalapa          | Paso             | - Completa - Sur         | |
| Ganaderos                    | Cabeza de vaca                                                 | 7 de septiembre de 2020 | Iztapalapa          | Paso             | - Completa - Sur         | |
| Pueblo de los Reyes          | Corona                                                         | 7 de septiembre de 2020 | Iztapalapa          | Paso             | - Completa - Sur         | |
| Barrio San Antonio           | Cruz en un altar                                               | 7 de septiembre de 2020 | Iztapalapa          | Paso             | - Completa - Sur         | |
| Calzada Taxqueña             | Mujer con rebozo                                               | 7 de septiembre de 2020 | Iztapalapa          | Paso             | - Completa - Sur         | Otros servicios - Culhuacán - Culhuacán                                                                             |
| Cafetales                    | Rama de cafeto                                                 | 7 de septiembre de 2020 | Coyoacán            | Paso             | - Completa - Sur         | |
| ESIME Culhuacán              | Logo de la Escuela Superior de Ingeniería Mecánica y Eléctrica | 7 de septiembre de 2020 | Coyoacán            | Paso             | - Completa - Sur         | |
| Manuela Sáenz                | Busto de Manuela Sáenz                                         | 7 de septiembre de 2020 | Coyoacán            | Paso             | - Completa - Sur         | |
| La Vírgen                    | Silueta de la Virgen María                                     | 7 de septiembre de 2020 | Coyoacán            | Paso             | - Completa - Sur         | |
| Tepetlapa                    | Glifo de Tepetlapa                                             | 7 de septiembre de 2020 | Coyoacán            | Paso             | - Completa - Sur         | |
| Las Bombas                   | Rotor de una bomba de agua                                     | 7 de septiembre de 2020 | Coyoacán            | Paso             | - Completa - Sur         | |
| Vista Hermosa                | Rueda de una carreta                                           | 3 de mayo de 2021       | Coyoacán            | Paso             | - Completa               | |
| Calzada del Hueso            | Trojes                                                         | 3 de mayo de 2021       | Coyoacán            | Paso             | - Completa               | |
| Cañaverales                  | Caña de azúcar                                                 | 3 de mayo de 2021       | Tlalpan             | Paso             | - Completa               | |
| Muyuguarda                   | Canal de agua                                                  | 3 de mayo de 2021       | Xochimilco          | Paso             | - Completa               | |
| Circuito Cuemanco            | Plantas en surcos de tierra                                    | 3 de mayo de 2021       | Xochimilco          | Paso             | - Completa               | |
| DIF Xochimilco               | Fachada del DIF Xochimilco                                     | 3 de mayo de 2021       | Xochimilco          | Paso             | - Completa               | |
| Preparatoria 1               | Logo de la Escuela Nacional Preparatoria 1                     | 3 de mayo de 2021       | Xochimilco          | Terminal         | - Completa               | Otros servicios - Líneas: 39-B, 47-A, 81-A, 143 - Rutas: 25-A, 25-B, 25-C, 25-D                                     |